# 诺伊魏勒
诺伊魏勒是德国巴登-符腾堡州的一个市镇。总面积51.30平方公里，总人口3091人，其中男性1627人，女性1464人（2011年12月31日），人口密度60人/平方公里。